# Тасеєн
Тасеєн (англ. Tusayan) — місто (англ. town) в США, в окрузі Коконіно штату Аризона. Населення — 603 особи (2020).

## Географія
Тасеєн розташований за координатами 35°57′42″ пн. ш. 112°8′35″ зх. д. / 35.96167° пн. ш. 112.14306° зх. д. (35.961655, -112.143194).  За даними Бюро перепису населення США в 2010 році місто мало площу 23,07 км², уся площа — суходіл. В 2017 році площа становила 43,57 км², уся площа — суходіл.

### Клімат
| Клімат : Тасеєн                                             | Клімат : Тасеєн | Клімат : Тасеєн | Клімат : Тасеєн | Клімат : Тасеєн | Клімат : Тасеєн | Клімат : Тасеєн | Клімат : Тасеєн | Клімат : Тасеєн | Клімат : Тасеєн | Клімат : Тасеєн | Клімат : Тасеєн | Клімат : Тасеєн | Клімат : Тасеєн |
| Показник                                                    | Січ.            | Лют.            | Бер.            | Квіт.           | Трав.           | Черв.           | Лип.            | Серп.           | Вер.            | Жовт.           | Лист.           | Груд.           | Рік             |
| Абсолютний максимум, °C                                     | 21,1            | 18,9            | 23,9            | 27,2            | 32,8            | 36,1            | 37,2            | 34,4            | 31,1            | 29,4            | 23,3            | 18,9            | 37,2            |
| Середній максимум, °C                                       | 7,0             | 7,7             | 12,3            | 15,9            | 22,3            | 28,1            | 29,9            | 28,2            | 24,7            | 18,2            | 12,2            | 6,6             | 17,8            |
| Середній мінімум, °C                                        | −10,2           | −8,9            | −6,7            | −4,3            | −0,9            | 2,7             | 9,3             | 8,9             | 4,3             | −2,1            | −6,7            | −10,7           | −2,1            |
| Абсолютний мінімум, °C                                      | −33,9           | −27,2           | −22,2           | −16,1           | −11,7           | −6,1            | −2,2            | −1,7            | −6,1            | −14,4           | −22,2           | −34,4           | −34,4           |
| Норма опадів, мм                                            | 25              | 25              | 24              | 22              | 9               | 7               | 57              | 57              | 38              | 37              | 18              | 21              | 340             |
| Днів з опадами                                              | 6               | 7               | 6               | 6               | 3               | 2               | 12              | 12              | 7               | 5               | 4               | 6               | 76,0            |
| ----------------------------------------------------------- | --------------- | --------------- | --------------- | --------------- | --------------- | --------------- | --------------- | --------------- | --------------- | --------------- | --------------- | --------------- | --------------- |
| Джерело: http://www.nws.noaa.gov/climate/xmacis.php?wfo=fgz |                 |                 |                 |                 |                 |                 |                 |                 |                 |                 |                 |                 |                 |

## Демографія
Згідно з переписом 2010 року, у переписній місцевості мешкало 558 осіб у 231 домогосподарстві у складі 91 родини. Густота населення становила 24 особи/км².  Було 289 помешкань (13/км²).
Расовий склад населення:
| - 50,0 % — білих - 8,1 % — корінних американців - 6,5 % — азіатів - 0,4 % — вихідців з тихоокеанських островів - 0,4 % — чорних або афроамериканців - 29,9 % — осіб інших рас |

До двох чи більше рас належало 4,8 %. Частка іспаномовних становила 40,7 % від усіх жителів.
За віковим діапазоном населення розподілялося таким чином: 21,9 % — особи молодші 18 років, 76,7 % — особи у віці 18—64 років, 1,4 % — особи у віці 65 років та старші. Медіана віку мешканця становила 31,5 року. На 100 осіб жіночої статі у переписній місцевості припадало 123,2 чоловіків;  на 100 жінок у віці від 18 років та старших — 128,3 чоловіків також старших 18 років.
Середній дохід на одне домашнє господарство  становив 55 124 долари США (медіана — 36 094), а середній дохід на одну сім'ю — 89 966 доларів (медіана — 115 139). Медіана доходів становила 37 344 долари для чоловіків та 20 536 доларів для жінок. За межею бідності перебувало 21,7 % осіб, у тому числі 0,0 % дітей у віці до 18 років та 0,0 % осіб у віці 65 років та старших.
Цивільне працевлаштоване населення становило 301 осіб. Основні галузі зайнятості: мистецтво, розваги та відпочинок — 68,4 %, науковці, спеціалісти, менеджери — 10,6 %, освіта, охорона здоров'я та соціальна допомога — 5,3 %, публічна адміністрація — 5,0 %.